# احمد جلال (بازیکن فوتبال، زاده ۱۹۸۵)
احمد جلال (عربی: أحمد جلال؛ زادهٔ ۱۶ ژوئیهٔ ۱۹۸۵) یک بازیکن فوتبال در پست مهاجم اهل مصر است.

## باشگاهی
از باشگاه‌هایی که در آن بازی کرده‌است می‌توان به باشگاه ورزشی الاهلی مصر، باشگاه فوتبال المصری اشاره کرد.

## تیم ملی
وی همچنین در تیم ملی فوتبال مصر بازی کرده است.